# Oedemera ventralis
Oedemera ventralis is een keversoort uit de familie schijnboktorren (Oedemeridae). De wetenschappelijke naam van de soort is voor het eerst geldig gepubliceerd in 1880 door Miller.